# Temple protestant d'Arras
Le temple protestant d'Arras est un édifice religieux situé 16 rue Victor-Hugo à Arras, Pas-de-Calais. La paroisse est membre de l'Église protestante unie de France.

## Histoire
La Réforme protestante arrive à Arras dès le début du XVIe siècle. L'imprimeur Jean Crespin naît vers 1520 à Arras, fait des études de droit à Louvain, et est avocat dans sa ville natale de 1542 à 1544. Mais il est poursuivi comme hérétique, ainsi que d’autres « hommes de droit ». Un procès lui est intenté qui aboutit à une sentence de bannissement le 8 mars 1545. Il s'exile alors à Genève,.
Le temple protestant d'Arras est construit à partir de 1861, et inauguré le 28 mai 1863. Il est en partie détruit lors de la Première Guerre mondiale. 
Il est reconstruit durant l'entre-deux-guerres par les architectes Jean Naville et Achille-Henri Chauquet, également architectes du temple protestant du Foyer de l'Âme à Paris. Les vitraux sont l’œuvre de E. Royer. Le temple d'Arras est rendu au culte en 1923. 
Le 18 mars 2010, il est inscrit avec ses annexes comme monument historique.

## Architecture
Le temple est un bâtiment construit en brique selon un plan quadrangulaire. La façade est précédée d'un sorte de péristyle terminé par trois arcades en arc en plein cintre. Ce péristyle est surmonté d'une galerie à ciel ouvert en façade. Le pignon en retrait est percé de trois baies et surmonté d'une croix.  

La balustrade de la galerie est ornée d'une mosaïque signée Dulecat Martin, représentant une Bible ouvert, symbole traditionnel des Églises réformées. Elle est encadrée par une citation de l'évangile selon Jean 14, 6 : 

« Jésus dit Je suis le chemin, la vérité et la vie »